# Anton Dorner
Anton Dorner (* 23. Jänner 1950) ist ein ehemaliger österreichischer Skirennläufer. Er fuhr im Weltcup einmal unter die schnellsten zehn und belegte im Europacup den zweiten Platz in der Abfahrtswertung 1974/1975.

## Biografie
Dorner stammt aus Reuthe im Bregenzerwald (Vorarlberg) und startete für den Vorarlberger Skiclub Bregenzerwald. Mitte der 1960er-Jahre wurde er in den Kader des Österreichischen Skiverbandes aufgenommen. Nachdem er 1968 bei den österreichischen Jugendmeisterschaften einen zweiten Platz im Slalom belegt hatte, wurde später die Abfahrt zu seiner stärksten Disziplin. Am 10. Dezember 1973 gewann er mit Platz acht in der Abfahrt des Kriterium des ersten Schnees in Val-d’Isère seine einzigen Punkte im Weltcup und in der Saison 1974/75 erzielte er hinter seinem Landsmann Kurt Engstler den zweiten Platz in der Abfahrtswertung des Europacups. 1973 heiratete er die Dornbirner Skirennläuferin Sigrid Eberle.

## Erfolge
- 1 Top-10-Platzierung im Weltcup
- 2. Platz in der Abfahrtswertung des Europacups 1974/1975